# Temple d'August de Pula
El temple d'August (en croat: Augustov hram) és un temple romà ben conservat a la ciutat de Pula, a Croàcia (conegut en temps dels romans com Pola). Dedicat al primer emperador romà, August, es construïa probablement durant la vida de l'emperador entre el 2 aC i el 14. Era construït en un pòdium amb un porxo amb columnes corínties que mesuren al voltant de 8 m per 17,3 m. El fris, ricament decorat, és similar al de la Maison Carrée de Nimes, França.
La dedicatòria del temple originalment consistia en unes lletres de bronze adjuntades al pòrtic. Només en resten els forats i el text s'ha destruït gradualment. Tanmateix, constava d'una dedicatòria estàndard també trobada en altres temples d'August: 
ROMAE · ET · AUGUSTO · CAESARI · DIVI · F · PATRI · PATRIAE
Roma i August Cèsar, fill de la divinitat, pare de la pàtria 